# Hipposideros pelingensis
Hipposideros pelingensis là một loài động vật có vú trong họ Dơi nếp mũi, bộ Dơi. Loài này được Shamel mô tả năm 1940.